# قدرت نفوذ (مجموعه تلویزیونی کره جنوبی)
قدرت نفوذ (انگلیسی: Leverage؛‏ کره‌ای: 레버리지: 사기조작단) یک مجموعه تلویزیونی محصول کره جنوبی سال ۲۰۱۹ با بازی لی دانگ گان، جون هه بین، کیم سه رون، کیم کوان و یو هه هیون است. این مجموعه بازخلق مجموعه تلویزیونی آمریکایی با همین نام است. این مجموعه از ۱۳ اکتبر تا ۸ دسامبر ۲۰۱۹ از تی‌وی چوسان پخش شد.